# Іллінецька волость
Іллінецька волость — адміністративно-територіальна одиниця Липовецького повіту Київської губернії з центром у містечку Іллінці.
Станом на 1886 рік складалася з 6 поселень, 6 сільських громад. Населення — 5107 осіб (2465 чоловічої статі та 2642 — жіночої), 802 дворових господарств.
|                     | Площа, десятин | У тому числі орної, дес. |
| ------------------- | -------------- | ------------------------ |
| Сільських громад    | 4637           | 3015                     |
| Приватної власності | 5732           | 2410                     |
| Казенної власності  | 37             | —                        |
| Іншої власності     | 375            | 259                      |
| Загалом             | 10781          | 5684                     |

Поселення волості:
- Іллінці — колишнє власницьке містечко за 20 верст від повітового міста, 2754 особи, 462 двори, 3 православні церкви, костел, 2 єврейських молитовних будинки, 3 школи, лікарня, богадільня, 14 постоялих дворів, 4 ренськових погреби, 22 постоялих будинки, 45 лавки, базар по середах і п'ятницях, ярмарки по неділях через 2 тижні, водяний млин, салосвічний і бурякоцукровий заводи. За версту — цегельний, солодовенний, пивоварний і винокурний заводи з 2 постоялими будинками та 6 млинами.
- Борисівка — колишнє власницьке село, 590 осіб, 98 дворів, православна церква.
- Лиса Гора — колишнє власницьке село, 621 особа, 92 двори, православна церква, школа, постоялий будинок.
- Райки — колишнє власницьке село при струмкові, 267 осіб, 56 дворів, капличка.
- Романів Хутір — колишнє власницьке село, 208 осіб, 32 двори, капличка, школа.
- Уланівка — колишнє власницьке село при річці Соб, 357 осіб, 62 двори, православна церква.